# Fijnsparpedaalmot
De fijnsparpedaalmot (Argyresthia glabratella) is een vlinder uit de familie van de pedaalmotten (Argyresthiidae). De wetenschappelijke naam van de soort werd in 1847 gepubliceerd door Philipp Christoph Zeller.